# Воля-Браніцька-Кольонія
Воля-Браніцька-Кольонія (пол. Wola Branicka-Kolonia) — село в Польщі, у гміні Зґеж Зґерського повіту Лодзинського воєводства.